# Chalinolobus gouldii
Chalinolobus gouldii é uma espécie de morcego da família Vespertilionidae endêmica da Austrália. Foi nomeada em homenagem ao naturalista inglês John Gould.